# Zwanenburgwal

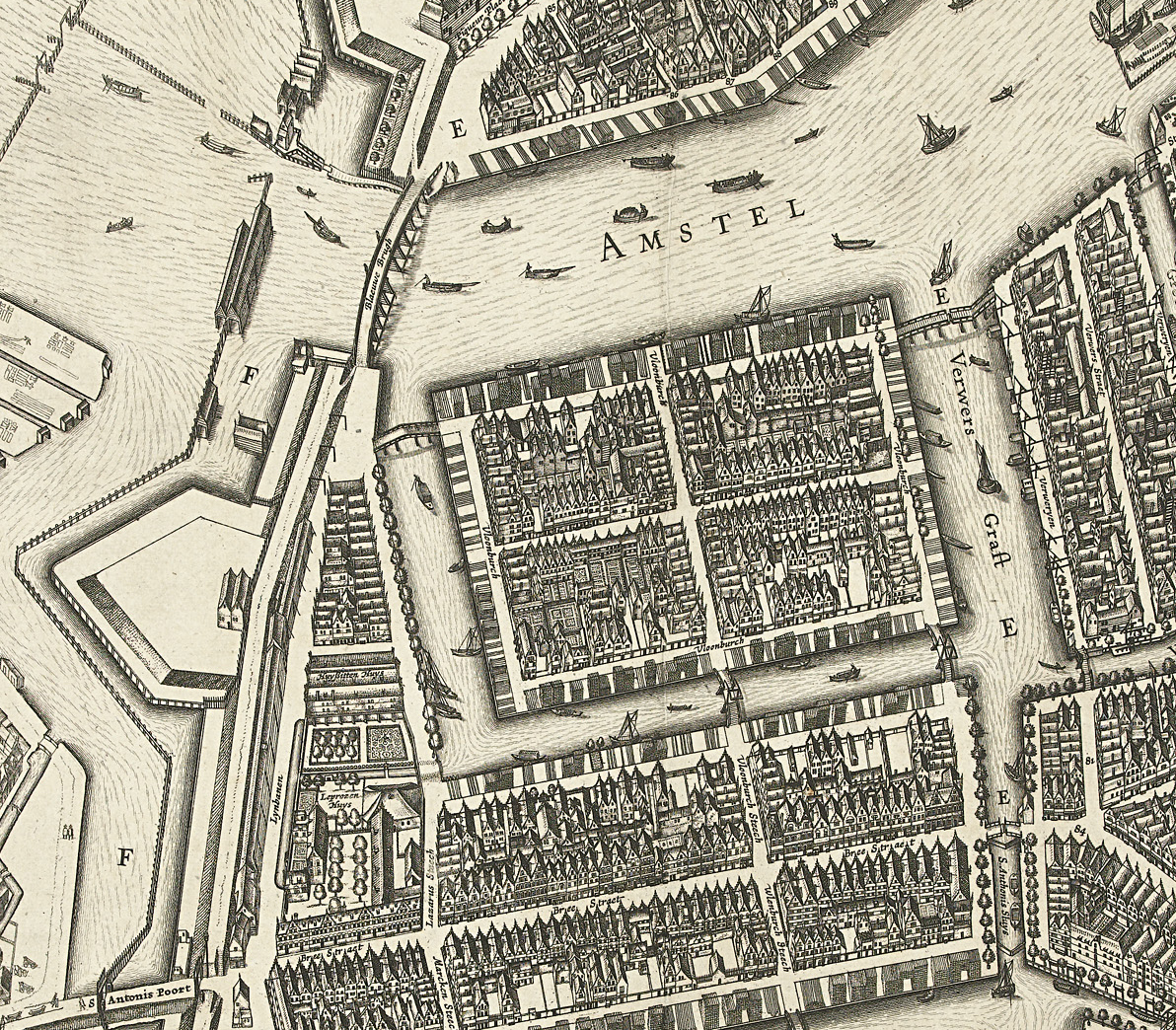
Detail van de kaart van Florisz. van Berckenrode uit 1625. De Verversgracht (rechts), nu Zwanenburgwal, is onderdeel van de stad geworden. Links ervan het eiland Vlooienburg. Boven is de Amstel. Rechtsonder liggen de Sint Antoniessluishoogwaterkering en Sint Anthoniesluis.

De Zwanenburgwal is een gracht met bijbehorende kades in het centrum van Amsterdam. Gracht en kades zijn vernoemd naar een familie Swanenburg(h) (destijds een veel voorkomende naam), die in een huis op een hoek van de gracht heeft gewoond.

## Ligging
De gracht loopt vanaf Snoekjesgracht/Oudeschans door de Sint Antoniessluishoogwaterkering (sluis) naar de Amstel. Over de gracht liggen twee bruggen. De Ir. B. Bijvoetbrug (nr. 229) ligt ter hoogte van de Staalstraat; de Sint Anthoniesluis ligt over de genoemde sluis ter hoogte van de Sint Antoniebreestraat en Jodenbreestraat. De Raamgracht verzorgt de verbinding tussen de Zwanenburgwal en de Kloveniersburgwal.
De straat Zwanenburgwal ligt op beide kades in ongeveer hetzelfde traject, maar dan tussen de brug Sint Antoniesluis en de kades langs de Amstel.

## Geschiedenis
De gracht Zwanenburgwal was oorspronkelijk een arm van de Amstel die begin 17e eeuw vergraven werd tot de Zwanenburgwal en Oudeschans. Hierbij werd in 1602 de Sint Antoniesdijk doorbroken en de Sint Antoniessluishoogwaterkering aangelegd. De stadspoort die hier stond werd verplaatst naar het einde van de Jodenbreestraat. Ook werd bij de aanleg van de Zwanenburgwal een deel van de Amstel drooggelegd. Het deel ten westen van de nieuwe gracht werd Zwanenburg genoemd, en het oostelijk deel werd Vlooienburg genoemd.
De gracht heette oorspronkelijk Verversgracht, naar de textielververs die hier hun stoffen te drogen ophingen. Deze naam is bewaard gebleven in de Verversstraat die parallel ten westen van de Zwanenburgwal loopt.
Met de komst van grote aantallen Joden uit heel Europa eind 16e en begin 17e eeuw kwam de Zwanenburgwal midden in de nieuwe Joodse buurt van Amsterdam te liggen. Aan de Zwanenburgwal stond tot 1936 dan ook een synagoge. Tijdens de Tweede Wereldoorlog werden de meeste bewoners van de Joodse buurt gedeporteerd naar Duitse vernietigingskampen en daar om het leven gebracht, waardoor de buurt leeg kwam te staan. Ook werden veel huizen deels gesloopt voor brandhout in de oorlogswinter van 1944.
In 1656 werd op Vlooienburg, op de plaats waar nu de Stopera staat, een groot weeshuis gebouwd. Dit Diaconieweeshuis werd in de 19e eeuw gesloopt en in 1888 vervangen door een nieuw pand op de hoek van de Zwanenburgerstraat. Dit pand was later bekend als Amstel 1 en werd eind jaren 1970 gesloopt.
Na de oorlog tot 1980 werd heel Vlooienburg gesloopt, maar pas in 1982 werd begonnen met de bouw van het Stoperacomplex op deze locatie, dat gereed kwam in 1988. Voordien werd hier in de jaren 1970 de metrotunnel van de Oostlijn onder gelegd. Met de afbraak van Vlooienburg kwam ook een eind aan de Zwanenburgerstraat, die op het schiereiland lag.
De Zwanenburgwal werd in 2006 door lezers van Het Parool verkozen tot een van de mooiste straten van Amsterdam.

### Bekende bewoners
Rembrandt woonde en werkte van 1631 tot 1635 in het huis van Hendrick van Uylenburgh op de hoek van de Zwanenburgwal en Jodenbreestraat. In 1639 kocht hij het pand ernaast, nu museum Rembrandthuis. Hier had hij onder het hoekhuis een vrije uitgang tot op de Zwanenburgwal, en kon zo de Nachtwacht in opgerolde toestand naar buiten (laten) brengen.
Andere bekende bewoners van de Zwanenburgwal waren de schilders Karel Appel, die zijn atelier had op nr. 42, Salomon Meijer, geboren op nr. 10, Nicolaes Eliasz. Pickenoy en Cornelis van der Voort, architect Michel de Klerk, geboren op nr. 29, filosoof Baruch Spinoza, schrijver Arend Fokke Simonsz en communistenleider Paul de Groot.

## Gebouwen
De gebouwen aan de Zwanenburgwal laten gemengde bouwstijlen zien. De originele panden zijn allang gesloopt, maar ook de bouw uit de 18e en 19e eeuw is hier al verdwenen dankzij de nodige stadsvernieuwing; sommige panden waren midden 20e eeuw dusdanig verkrot dat zij onbewoonbaar werden verklaard en afgebroken. Architect Paul de Ley mocht de ontwerpen leveren voor de nieuwe bouw in de jaren 80 van de 20e eeuw (onder meer het Complex Zwanenburgwal), waarbij de kade nieuwe huisnummers kreeg. Vlak daarvoor was het stuk Zwanenburgwal ten noorden van de sluis al hernoemd in Sint Antoniesluis. Huisnummers lopen vanaf dan op van 1 tot en met 300, daar zitten grote leemten tussen, zo kennen de kades slechts vijf oneven huisnummer. De redenen daarvoor zijn dat er een grote open ruimte is waar de vlooienmarkt op het Waterlooplein wordt gehouden. Aan diezelfde zijde heeft het stadhuis en operagebouw Stopera haar lange zijgevel, dat alleen gevel nummer 15 draagt. Aan de kade staat een aantal gemeentelijke en rijksmonumenten.

## Kunst
Op de kade aan de Stoperazijde  staat sinds 1988 het Joods Verzetmonument, een monument voor het Joods verzet in de Tweede Wereldoorlog. Daarnaast werd er in 2008 het Spinozamonument, een beeld van Baruch Spinoza van de hand van kunstenaar Nicolas Dings geplaatst nabij de Ir. B. Bijvoetbrug. Op de zijgevel van de Stopera plaatste kunstenaar Street Art Frankey in 2019 een portret van BB King. Verder werd in de onderdoorgang naar het Bianca Castafioreplein een tweekleurig blauw tegeltableau geplaatst. 
Gedurende de zomer van 2019 stond in het water van de Zwanenburgwal het kunstwerk Atlantis. Het werk stond er in het kader van het Amsterdam Light Festival. De kunstnaarsduo Utskott (Olof Wiese en Edvin Buregren) wilde laten zien wat de gevolgen (zullen) zijn als de waterspiegel blijft stijgen als gevolg van opwarming van de Aarde. Hij liet bekende gebouwen van over de gehele wereld, waaronder het Empire State Building met hun onderstuk in het water staan. Het kunstwerk moest met een hijskraan in het water gezet worden en op dezelfde methode verwijderd worden. Het kunstwerk, dus deels onderwater, had 60.000 raampjes. De titel verwees naar het mythische Atlantis.
In januari 2020 werd in de toegang tot de Stopera het Gedenkraam Sociale Dienst (1946) van Jan Grégoire geplaatst.

## Openbaar vervoer
Tramlijn 8 reed van 1905 tot 1942 langs de Zwanenburgwal tussen de Jodenbreestraat en het Waterlooplein. Van 1945 tot 1948 reed tramlijn 26 deze route en daarna tot de omzetting in een buslijn in mei 1955 tramlijn 11. Daarna bleven de sporen nog enkele jaren beschikbaar voor omleidingen.

## Afbeeldingen

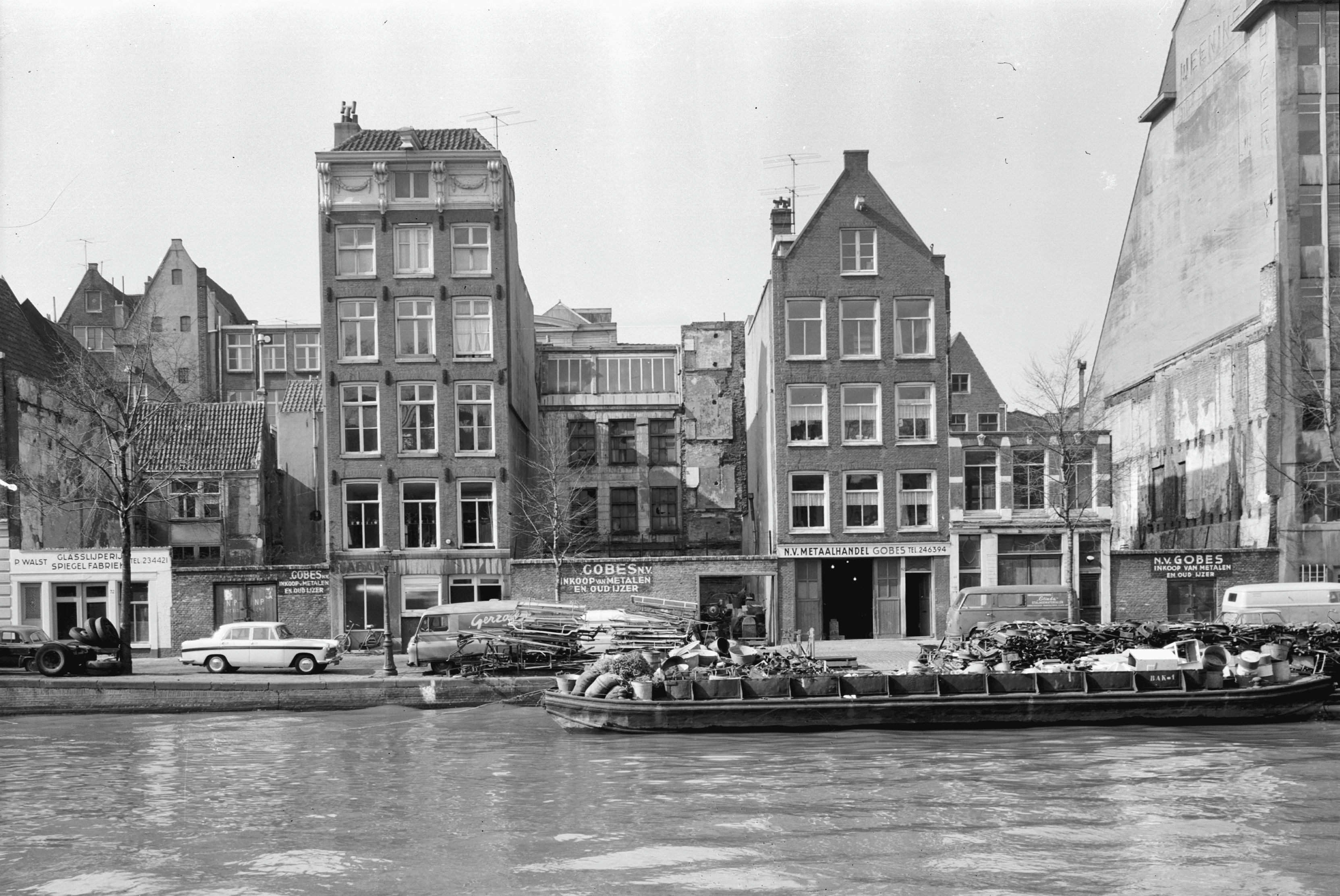
Bebouwing langs de Zwanenburgwal in verval; 1964. In de jaren tachtig is de gevelwand weer opgevuld met nieuwbouw. Rechts staat het gebouw dat vanaf de jaren 80 huisnummer 50-60 draagt
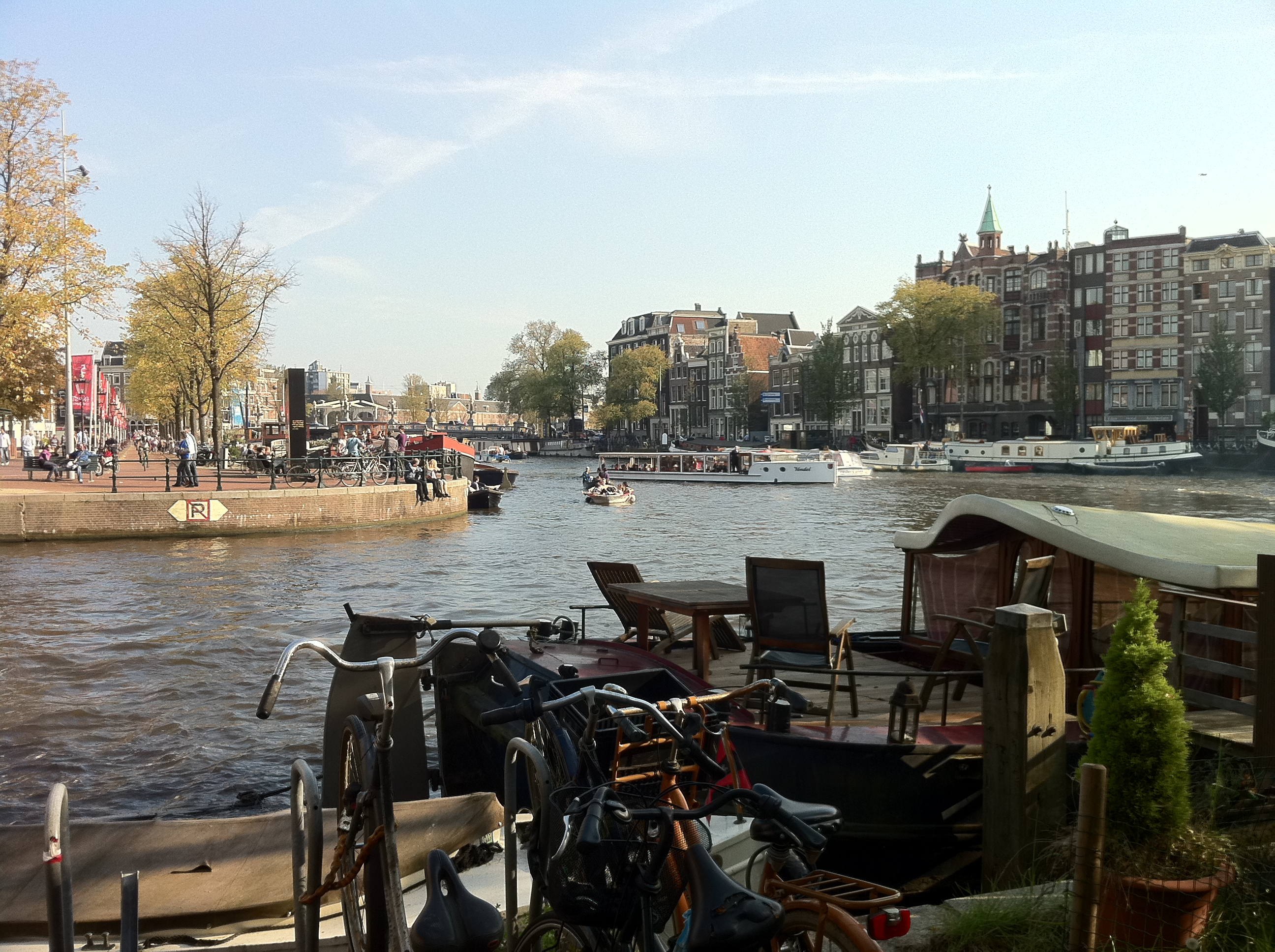
Aansluiting Zwanenburgwal (links) op de Amstel (rechts).
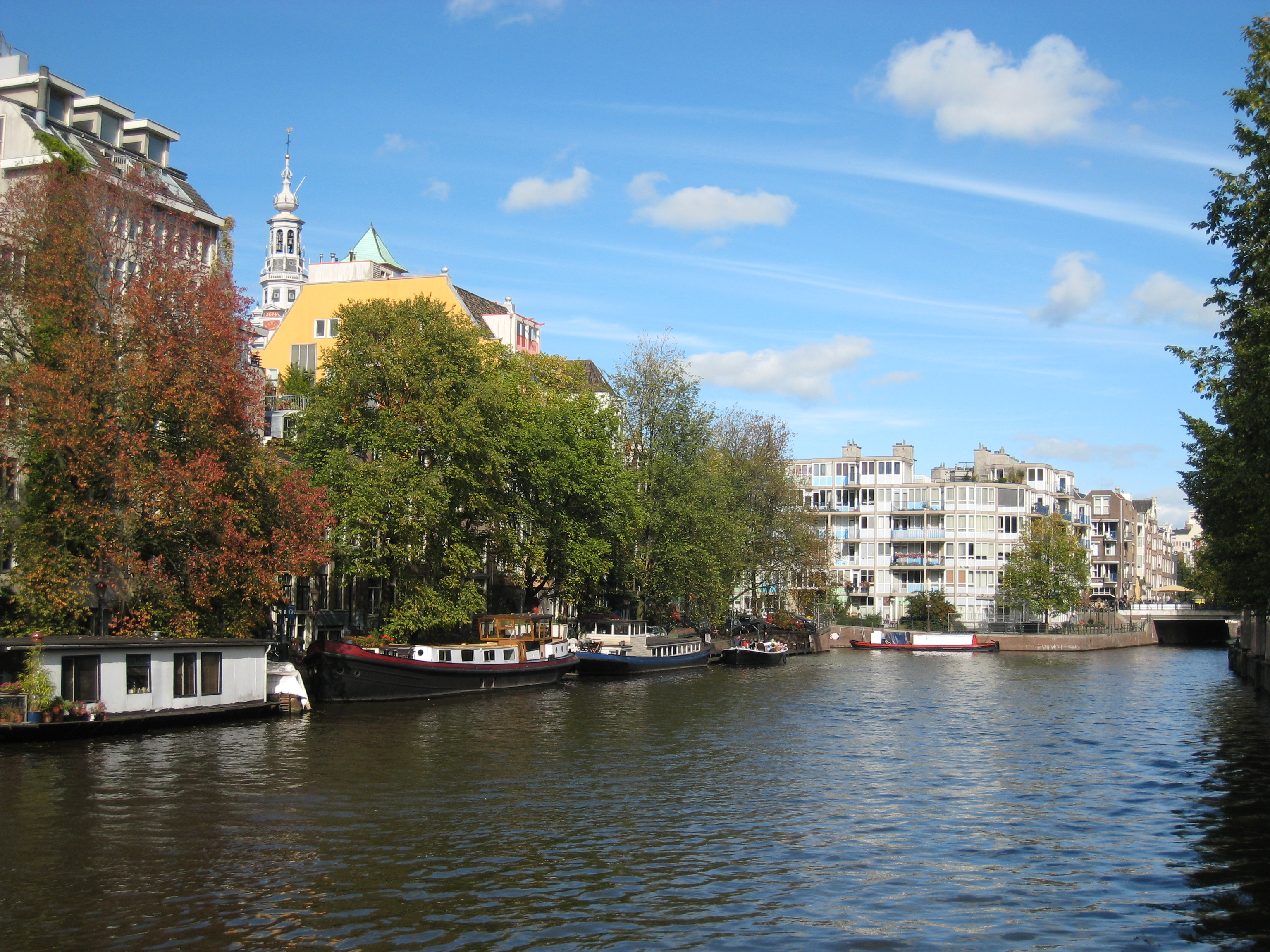
De Zwanenburgwal richting Sint Anthoniesluis.
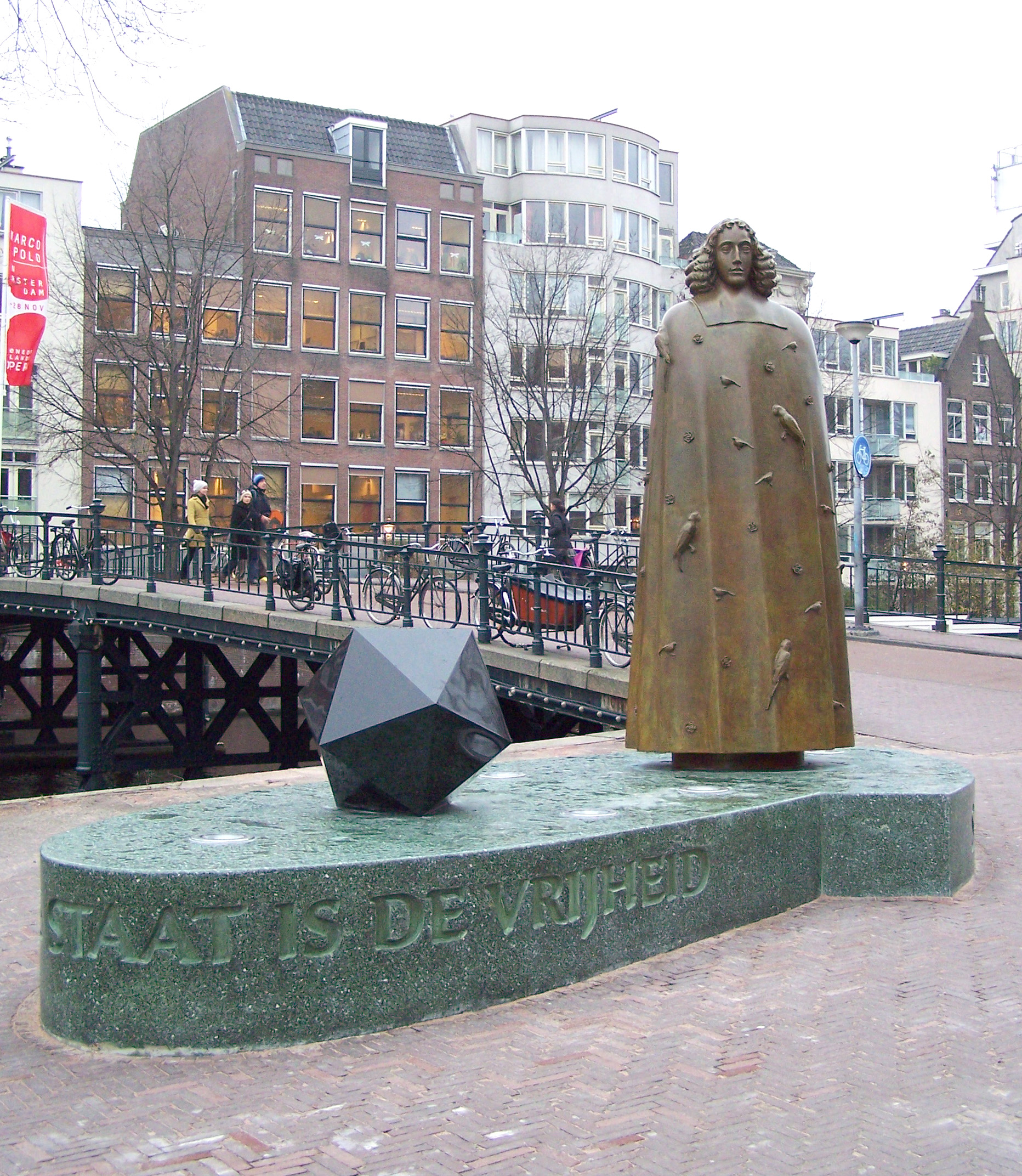
Beeld van Spinoza
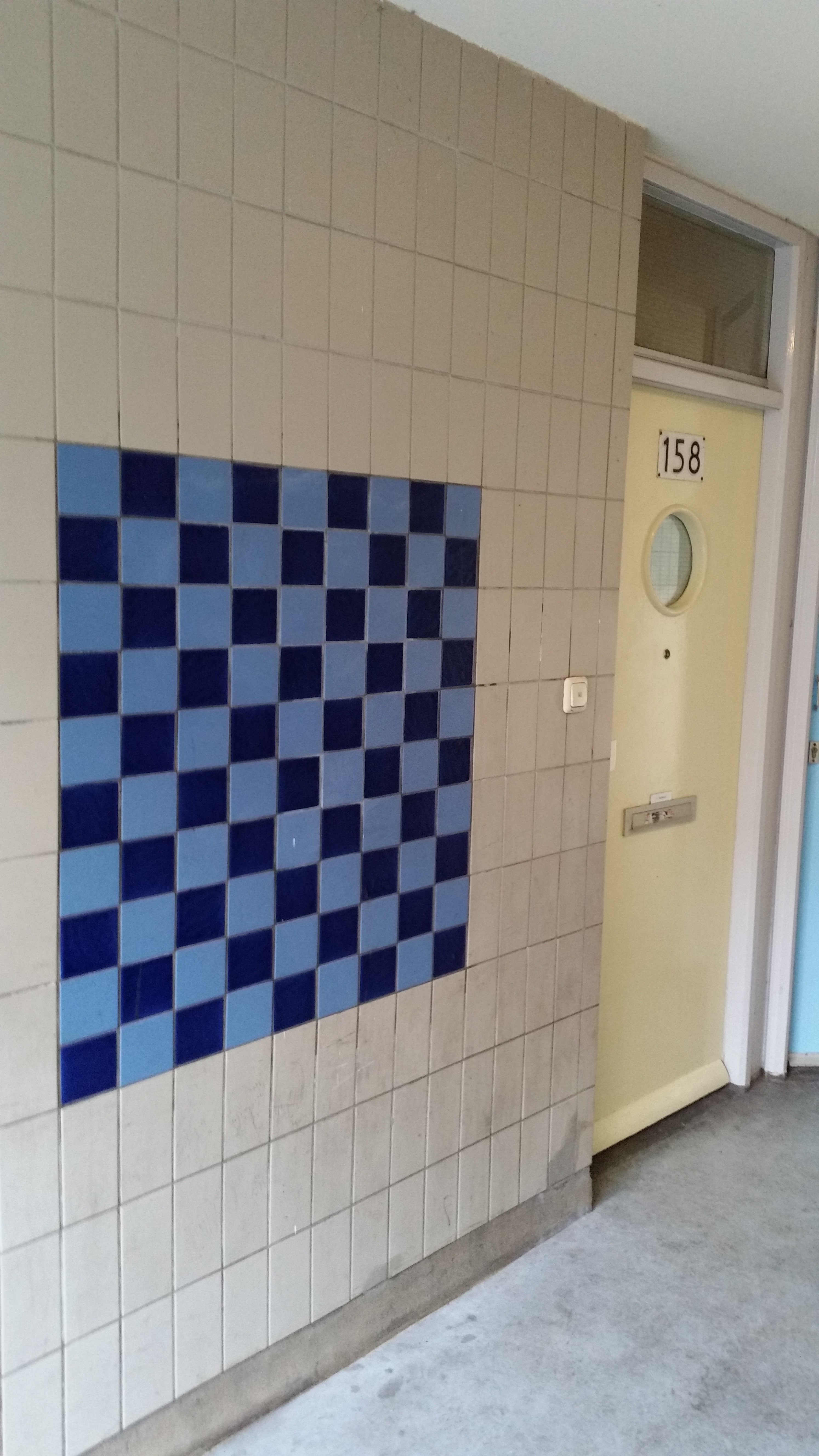
Tegeltableau Zwanenburgwal 158 (januari 2020)